# Bajun
Bajun (arab. بعيون) – wieś w Syrii, w muhafazie Hims. W 2004 roku liczyła 932 mieszkańców.